# Nhiệm vụ bất đắc dĩ
Nhiệm vụ bất đắc dĩ (tựa tiếng Anh: Shoot 'Em Up) là một bộ phim hành động, tâm lý pha chút hài hước của Mỹ do Michael Davis làm đạo diễn kiêm biên kịch, được phát hành vào năm 2007. Phim có sự tham gia của diễn viên Clive Owen, Monica Bellucci và Paul Giamatti.
Đạo diễn Michael Davis chia sẻ rằng anh có ý tưởng làm bộ phim này sau khi xem phim hành động Hồng Kông Lạt thủ thần thám của đạo diễn Ngô Vũ Sâm, trong đó có cảnh Châu Nhuận Phát bảo vệ một đứa trẻ sơ sinh khỏi bọn xã hội đen.

## Nội dung
Người đàn ông tên Smith đang ngồi ở trạm xe buýt thì có người phụ nữ mang bầu chạy ngang qua, cô đang bị tên côn đồ có súng truy đuổi. Thấy chuyện bất bình, Smith liền can thiệp, anh đâm xuyên họng tên côn đồ bằng một củ cà rốt khi hắn định "xin tí huyết" của người phụ nữ. Một nhóm côn đồ khác chạy đến ứng cứu, Smith nhặt khẩu súng của người phụ nữ rồi bắn nhau với chúng. Người phụ nữ trở dạ sinh con liền tại chỗ, sau đó cô bị trúng đạn và chết, Smith sợ đứa bé sẽ bị bọn côn đồ giết nên anh bế đứa bé bỏ chạy. Karl Hertz - tên trùm của bọn sát thủ này - tức giận vì chưa giết được đứa bé.
Smith trong lúc đang do dự thì chạm trán một tên đặc vụ mặc đồ vest. Smith trốn trong nhà vệ sinh và vô tình làm rơi khẩu súng vào bồn cầu, vừa lúc lau chùi và lắp ráp lại xong thì tên đặc vụ cũng đang cầm súng đứng ngoài cửa, đe dọa Smith rằng đừng để hắn phải giết anh để lấy được đứa bé. Smith định bắn hắn nhưng súng không bắn được do đạn còn ướt. Sau một hồi vật lộn, Smith cuối cùng cũng thoát khỏi tên đặc vụ. Smith tính bỏ đứa bé ngoài công viên, nhưng anh phát hiện Hertz xuất hiện và đang cố bắn tỉa đứa bé, anh liền ôm đứa bé bỏ chạy tiếp. Smith không hiểu vì sao bọn sát thủ lại muốn giết đứa bé này, anh đem đứa bé đến chỗ cô gái mại dâm Donna "D.Q." Quintano và nhờ cô giữ đứa bé giùm, tuy nhiên cô từ chối. Một lát sau, Hertz tìm đến Donna để tra khảo cô về thông tin của Smith, may mắn là Smith đến cứu Donna kịp thời, anh hạ hết nhóm của Hertz và đưa Donna đi trốn. Smith dẫn Donna và đứa bé về căn nhà hoang của anh để trú ẩn. Nhờ mặc áo chống đạn mà Hertz vẫn còn sống sau phát đạn của Smith, hắn gọi thêm thuộc hạ tiếp tục truy đuổi Smith. Khi mở tivi lên, Smith nhận ra đứa bé chỉ thích nghe nhạc rock, điều đó chứng tỏ mẹ của nó từng sống gần câu lạc bộ nhạc rock.
Bọn thuộc hạ của Hertz tấn công vào nhà Smith, Smith bắn chết nhiều tên côn đồ và cùng Donna chạy đến một câu lạc bộ nhạc rock. Ở đó, Smith nhìn thấy hai xác chết phụ nữ mang bầu, anh kết luận rằng hai đứa bé trong bụng họ là có cùng DNA. Smith và Donna ở tạm trong nhà nghỉ, vài tên sát thủ xông vào định giết cả hai, nhưng Smith vẫn xử lý hết bọn chúng. Súng của bọn sát thủ này sử dụng là của nhà máy Hammerson, phải sáu tháng nữa mới được bán ra thị trường, Smith thấy điều này hơi lạ. Sáng hôm sau, Smith bảo Donna đem đứa bé Oliver (Smith tự đặt tên cho đứa bé) trốn trong chiếc xe tăng M24 Chaffee tại bảo tàng trong khi anh đến nhà máy Hammerson. Lẻn vào nhà máy Hammerson, Smith đã nghe toàn bộ cuộc nói chuyện của Hertz và ông chủ Hammerson. Ông Thượng nghị sĩ Rutledge đang mắc bệnh ung thư trong thời gian tranh cử chức Tổng thống và chỉ có thể chữa được bằng phương pháp cấy tủy sống có cùng DNA, nếu trở thành Tổng thống thì Rutledge sẽ cho nhà máy Hammerson ngừng hoạt động, chính vì thế mà Hammerson bảo Hertz tìm giết những đứa bé có cùng DNA với Rutledge để Rutledge không có tủy sống cấy, và mục tiêu cuối cùng của Hertz chính là đứa bé Oliver. Bọn côn đồ phát hiện ra Smith, nhưng anh đã sử dụng số súng trong nhà máy để tạo ra những cái bẫy tiêu diệt bọn chúng, sau đó anh chạy thoát thành công. Một cuộc rượt đuổi bằng ô tô diễn ra, Smith vẫn giết sạch bọn côn đồ bằng cách bay thẳng vào trong xe chúng rồi nã đạn.
Smith bảo Donna đưa Oliver đi thật xa để trốn bọn sát thủ, còn anh sẽ đi tìm Rutledge. Smith được lên máy bay của Rutledge, nói chuyện một lúc thì Smith bắt Rutledge xuống khoang dưới và bắn chết ông, vì anh nghĩ rằng nếu Rutledge chết thì Hertz sẽ không cần truy sát Oliver nữa. Smith nhảy dù khỏi máy bay, bọn vệ sĩ của Rutledge cũng nhảy dù đuổi theo Smith, một trận đấu súng trên không diễn ra và bọn vệ sĩ đều bị Smith giết sạch. Xuống mặt đất, Smith bị Hertz bắt về nhà tra tấn. Hertz muốn biết Donna và Oliver đang ở đâu, hắn vẫn giữ ý định khử Oliver. Smith vùng lên chống cự, anh giết chết Hammerson cũng như ba tên tay sai cuối cùng của Hertz. Mặc dù các ngón tay đã bị bẻ gãy, nhưng Smith vẫn có thể bắn một phát chí mạng vào người Hertz, chính thức kết liễu hắn. Smith đi chuyến xe buýt đường dài rồi gặp lại Donna và Oliver trong một quán kem, bộ phim kết thúc với cảnh Smith ra tay tiêu diệt ba tên lập dị vào quán kem để cướp bóc.

## Diễn viên
- Clive Owen vai Smith
- Paul Giamatti vai Karl Hertz
- Monica Bellucci vai Donna "D.Q." Quintano
- Stephen McHattie vai Hammerson
- Greg Bryk vai Lone Man
- Daniel Pilon vai Thượng nghị sĩ Rutledge
- Julian Richings vai Tay sai của Hertz
- Tony Munch vai Tay sai của Hertz
- Scott McCord vai Tay sai của Hertz
- Sidney Mende-Gibson vai Em bé Oliver
- Lucas Mende-Gibson vai Em bé Oliver
- Kaylyn Yellowlees vai Em bé Oliver
- Ramona Pringle vai Mẹ của đứa bé
- Jason Reso vai Vệ sĩ của Rutledge
- Stephen R. Hart vai Chủ câu lạc bộ nhạc rock